# Registro (sociolinguística)
Na sociolinguística, um registro (português brasileiro) ou registo (português europeu) é uma variedade de linguagem usada para uma finalidade específica ou em uma situação comunicativa particular. Por exemplo, ao falar oficialmente ou em público, um falante de português pode estar mais propenso a seguir normas prescritivas para uso formal do que em um ambiente casual; exemplos podem incluir a pronúncia das formas verbais infinitivas com um r bem enunciado ou a omissão deste em situações coloquiais (por exemplo, "falar" vs. "falá '"), a escolha de palavras mais "formais" (como pai vs. papai, ou criança vs. garoto), e o não uso de vocábulos estranhos à norma culta, como né, tá e cadê.
Tal como acontece com outros tipos de variação linguística, a tendência é haver um espectro de registros em vez de um conjunto discreto de variedades obviamente distintas — vários registros podem ser identificados, sem limites claros entre si. A categorização do discurso é um problema complexo e, mesmo na definição geral de "registro" acima (i.e., a variação de linguagem definida pelo uso e não pelo usuário), há casos em que outros tipos de variação de linguagem, como o dialeto regional ou de idade, se sobrepõe. Devido a essa complexidade, não se alcançou um consenso acadêmico para as definições de termos como "registro", "campo" ou "teor"; as diferentes definições acadêmicas desses termos estão, muitas vezes, em contradição direta entre si.
Termos adicionais tais como diatipo, gênero, tipos de texto, estilo, acroleto, mesoleto, basileto, socioleto e etnoleto, entre muitos outros, podem ser utilizados para cobrir os mesmos fatos ou semelhantes. Alguns preferem restringir o domínio do termo "registro" a um vocabulário específico (que se poderia comumente chamar de gíria, jargão, calão ou criptoleto), enquanto outros argumentam completamente contra o uso do termo. Crystal e Davy, por exemplo, criticaram a maneira pela qual o termo foi utilizado "de maneira quase indiscriminada". Essas várias abordagens com seu próprio "registro", ou conjunto de termos e significados, enquadram-se em disciplinas como sociolinguística, estilística, pragmática ou gramática funcional sistêmica.

## História e uso
O termo registro foi usado pela primeira vez pelo linguista T.B.W. Reid em 1956, e trazido para o conhecimento geral na década de 1960 por um grupo de linguistas que queriam distinguir entre as variações de linguagem de acordo com o usuário (definido por variáveis como pano de fundo social, geografia, sexo e idade), e variações de acordo com o uso, "no sentido de que cada falante tem uma gama de variedades e escolhas entre si em diferentes momentos".. O foco está no modo como a linguagem é usada em situações particulares, como o juridiquês ou a fala de bebê, a linguagem de um laboratório de pesquisa biológica, de um noticiário ou do quarto de dormir.
MAK Halliday e R. Hasan interpretam o registro como "as características linguísticas tipicamente associadas a uma configuração de recursos situacionais – com valores particulares do campo, modo e teor." Campo para eles é "o evento total, no qual o texto está funcionando, juntamente com a atividade intencional do orador ou escritor; inclui o assunto como um dos elementos". Modo é "a função do texto no evento, incluindo tanto o canal tomado pela linguagem – falada ou escrita, improvisada ou preparada – quanto seu gênero, modo retórico, tais como narrativo, didático, persuasivo, 'comunhão fática' etc." O teor refere-se ao "tipo de interação de papéis, o conjunto de relações sociais relevantes, permanentes e temporárias, entre os participantes envolvidos". Esses três valores – campo, modo e teor – são, portanto, os fatores determinantes para as características linguísticas do texto. "O registro é o conjunto de significados, a configuração de padrões semânticos, que são tipicamente utilizados sob as condições especificadas, juntamente com as palavras e estruturas que são usadas na realização desses significados." O registro, na visão de MAK Halliday e R. Hasan, é um dos dois conceitos definidores de texto. "Um texto é uma passagem do discurso que é coerente nesses dois aspectos: é coerente com relação ao contexto da situação e, portanto, coerente no registro; e é coerente com relação a si mesmo e, portanto, coeso."

## Registro como escala de formalidade
Uma das áreas mais analisadas onde o uso da linguagem é determinado pela situação é a escala de formalidade. O termo "registro" é, em especial, no ensino de idiomas, uma forma abreviada de estilo formal / informal, embora essa seja uma definição em processo de envelhecimento. Os livros didáticos de linguística podem usar o termo "teor", mas cada vez mais preferem o termo "estilo" – "caracterizamos estilos como variedades de linguagem sob o ponto de vista da formalidade" – enquanto define "registros" mais estritamente como o uso de linguagem especializada relacionado a uma atividade em particular, como o jargão acadêmico. Há muito pouco acordo sobre como o espectro da formalidade deve ser dividido.
Em um modelo proeminente, Martin Joos (1961) descreve cinco estilos no inglês falado:
- Congelado: também conhecido como registro estático . Linguagem imutável impressa, como citações bíblicas, geralmente contém arcaísmos . Exemplos são o pai-nosso, a ave maria e o credo católico (também conhecido como credo de Niceia ou de Constantinopla). O texto é exatamente o mesmo toda vez que é falado.
- Formal: participação unidirecional; sem interrupção; vocabulário técnico ou definições exatas são importantes; inclui apresentações ou apresentações entre estranhos.
- Consultivo: participação nos dois sentidos; informações básicas são fornecidas - não se presume o conhecimento prévio. "Comportamento do canal anterior", como "hmm, "entende?", etc. é comum. Interrupções são permitidas. Exemplos incluem professor / aluno, médico / paciente, especialista / aprendiz, etc.
- Casual: amigos e conhecidos em grupo; nenhuma informação de fundo é fornecida; reticências, gírias  e interrupções são comuns. Isso é comum entre amigos em ambiente sociais.
- Íntimo: não público; entonação é mais importante do que vocabulário ou gramática; vocabulário é privado. Também inclui mensagens não verbais. Isso é mais comum entre membros da família e amigos próximos.

## Padrão ISO
A Organização Internacional de Padronização (ISO) definiu a norma ISO 12620 no Registro de Categoria de Dados. Este é um registro para os termos linguísticos utilizados em vários campos de tradução, linguística computacional e processamento de linguagem natural e também na definição de mapeamentos entre termos diferentes e os mesmos termos utilizados em diferentes sistemas. Os registros identificados são:
- registro de uso prático
- registro dialetal
- registro jocoso
- registro formal
- registro interno
- registro irônico
- registro neutro
- registro gírio (ou giriesco)
- registro tabu
- registro técnico
- registro vulgar

## Diatipo
O termo diatipo é usado às vezes para descrever a variação de linguagem que é determinada por sua finalidade social. Nessa formulação, a variação de linguagem pode ser dividida em duas categorias: dialeto, para variação de acordo com o usuário, e diatipo, para variação de acordo com o uso (por exemplo, a linguagem especializada de um periódico acadêmico). Essa definição de diatipo é muito semelhante às definições de registro.
A distinção entre dialeto e diatipo nem sempre é clara; em alguns casos, uma variedade linguística pode ser entendida como um dialeto e um diatipo.
Geralmente, o diatipo é analisado em termos de campo, assunto ou configuração; teor, os participantes e seus relacionamentos; e modo, o canal de comunicação, como falado, escrito ou em linguagem de sinais.